# Länsiväylä
La Voie de l'Ouest (finnois : Länsiväylä, suédois : Västerleden)  est une autoroute finlandaise qui traverse la partie occidentale de l'agglomération d'Helsinki.
La Länsiväylä est le premier tronçon urbain de la kantatie 51 qui va de Helsinki à Karis.

## Tracé
L'autoroute commence à hauteur de Ruoholahti, dans le centre-ville de la capitale, puis file vers l'ouest en passant par le pont de Lapinlahti pour atteindre l'île de Lauttasaari. Elle franchit ensuite une première frontière communale pour rejoindre le sud d'Espoo, qu'elle traverse. Elle ne prend fin qu'en entrant sur le territoire communal de Kirkkonummi, où elle est prolongée par une plus petite route appelée Jorvaksentie.
Une autoroute similaire appelée Itäväylä démarre de Sörnäinen et file vers l'est jusqu'à Sipoo.

## Trafic
Länsiväylä est sans doute la plus importante des connexions entre les villes d'Helsinki et Espoo. Elle capte presque tous les autobus et les véhicules privés circulant entre le centre de la capitale et le sud de la commune voisine, notamment Tapiola et Otaniemi.